# Mads Hansen (żużlowiec)
Mads Hansen (ur. 26 czerwca 2000) – duński żużlowiec.

## Życiorys
W polskiej lidze żużlowej startuje od 2018, reprezentując kluby ZKŻ Zielona Góra (2018), Kolejarz Opole (2018–2021), Trans MF Landshut Devils (2022), GKŻ Wybrzeże Gdańsk (od 2023) i Włókniarza Częstochowa (od 2024).

## Osiągnięcia
Największe sukcesy: 
- dwukrotny medalista drużynowych mistrzostw świata juniorów: srebrny (Outrup 2020) oraz brązowy (Manchester 2019),
- czterokrotny medalista drużynowych mistrzostw Europy juniorów: złoty (Dyneburg 2018) oraz trzykrotnie srebrny (Krosno 2017, Lamothe-Landerron 2019, Łódź 2020),
- brązowy medalista indywidualnych mistrzostw Europy juniorów (Równe 2019),
- dwukrotny medalista indywidualnego Pucharu Europy U-19: złoty (Varkaus 2018) oraz brązowy (Žarnovica 2019),
- dwukrotny medalista Pucharu Europy par U-19: złoty (Pilzno 2019) oraz srebrny (Žarnovica 2018),
- finalista indywidualnych mistrzostw świata juniorów (Pardubice 2020 – V miejsce[4]),
- finalista indywidualnych mistrzostw Danii (Vojens 2020 – XII miejsce).